# Кособуцкий, Владимир Николаевич
Владимир Николаевич Кособуцкий (1936—1991) — советский работник сельского хозяйства, тракторист-машинист колхоза «Красный колос» Первомайского района Оренбургской области, Герой Социалистического Труда (1975).

## Биография
Родился 1 апреля 1936 года в селе Дуброва Хойникского района Гомельской области, ныне Республики Беларусь, в крестьянской семье
Работать начал в пятнадцать в колхозе «Коммунар». В 1955—1961 годах служил на Военно-морском флоте. После демобилизации из Вооруженных Сил, вернулся в родное село, стал работать механизатором. В 1966 году Владимир переехал в Оренбургскую область, работал в колхозе «Красный колос» Первомайского района трактористом-машинистом. В совершенстве овладел профессией механизатора, много лет был в числе лидеров социалистического соревнования в районе и области. В 1974 году Владимир Кособуцкий, возглавляя уборочно-транспортное звено, двумя комбайнами намолотил 41 тысячу центнеров зерна. В 1976 году комсомольско-молодёжное звено из пяти комбайнов, руководимое Кособуцким, намолотило 110 тысяч центнеров зерна. При этом его коллектив работал не только в родном колхозе, но и помогал соседям — совхозам «Рубеженский» и «Буруктальский». В 1979 году он возглавил уборочно-транспортный комплексный отряд уже из шести комбайнов, шести тракторов и шести жаток. Отрядом было собрано 116080 центнеров зерна. Уборочно-транспортный комплекс, возглавляемый В. Н. Кособуцким, стал школой профессиональной подготовки, через которую прошло 30 молодых колхозников.
Кроме производственной, Кособуцкий занимался общественной деятельностью — в 1980 году избирался депутатом Верховного Совета РСФСР, был членом Оренбургского обкома КПСС. Автор произведения «Комбайнер : рассказ механизатора колхоза "Красный колос" Первомайского района». / Челябинск : Южно-Уральское книжное издательство, 1978.
Умер 5 июля 1991 года.
В посёлке Первомайском одноимённого района Оренбургской области проводится межрегиональный турнир по боксу на приз комбайнера Героя Социалистического Труда Владимира Николаевича Кособуцкого.

## Награды
- Указом Президиума Верховного Совета СССР от 10 февраля 1975 года за выдающиеся успехи, достигнутые во Всесоюзном социалистическом соревновании, и проявленную трудовую доблесть в досрочном выполнении заданий девятой пятилетки и принятых обязательств по увеличению производства и продажи государству продуктов земледелия Кособуцкому Владимиру Николаевичу было присвоено звание Героя Социалистического Труда с вручением ордена Ленина и золотой медали «Серп и Молот».
- Также был награждён орденами Октябрьской Революции, Трудового Красного Знамени и медалями, среди которых медалями «За освоение целинных земель» и  «За доблестный труд. В ознаменование 100-летия со дня рождения В. И. Ленина».